# Emomalii Rahmon
Emomalii Rahmon (tadsjikisk: Эмомалии  Раҳмон, tr. Emomalii Rahmon eller persisk: امامعلی رحمان tr. Imam Ali Rahman; født 5.  oktober 1952 i Danghara, Tadsjikiske SSR) er en tadsjikisk politiker. Han har været statsoverhoved siden 1992 og Tadsjikistans præsident siden 1994. Han repræsenter Folkets Demokratiske Parti i Tadsjikistan(HDKT).

## Reference
1. ↑  Navnet er anført på engelsk og stammer fra Wikidata hvor navnet endnu ikke findes på dansk.
2. ↑  Navnet er anført på engelsk og stammer fra Wikidata hvor navnet endnu ikke findes på dansk.
3. ↑  Navnet er anført på svensk og stammer fra Wikidata hvor navnet endnu ikke findes på dansk.
4. ↑  Navnet er anført på engelsk og stammer fra Wikidata hvor navnet endnu ikke findes på dansk.
5. ↑  Navnet er anført på italiensk og stammer fra Wikidata hvor navnet endnu ikke findes på dansk.